# Marion (Montana)
Marion es un lugar designado por el censo ubicado en el condado de Flathead en el estado estadounidense de Montana. En el Censo de 2010 tenía una población de 886 habitantes y una densidad poblacional de 20,22 personas por km².

## Geografía
Marion se encuentra ubicado en las coordenadas 48°5′11″N 114°40′47″O / 48.08639, -114.67972. Según la Oficina del Censo de los Estados Unidos, Marion tiene una superficie total de 43.82 km², de la cual 43.69 km² corresponden a tierra firme y (0.29%) 0.13 km² es agua.

## Demografía
Según el censo de 2010, había 886 personas residiendo en Marion. La densidad de población era de 20,22 hab./km². De los 886 habitantes, Marion estaba compuesto por el 95.37% blancos, el 0% eran afroamericanos, el 0.56% eran amerindios, el 0% eran asiáticos, el 0% eran isleños del Pacífico, el 0.11% eran de otras razas y el 3.95% pertenecían a dos o más razas. Del total de la población el 1.47% eran hispanos o latinos de cualquier raza.